# Thamnomys schoutedeni
Thamnomys schoutedeni is een zoogdier uit de familie van de Muridae. De wetenschappelijke naam van de soort werd voor het eerst geldig gepubliceerd door Hatt in 1934.

## Voorkomen
De soort komt voor in Congo-Kinshasa.
Thamnomys kempi · Thamnomys kuru · Thamnomys major · Thamnomys poensis · Thamnomys schoutedeni · Thamnomys venustus